# Albbruck
Albbruck – miejscowość i gmina w Niemczech, w kraju związkowym Badenia-Wirtembergia, w rejencji Fryburg, w regionie Hochrhein-Bodensee, w powiecie Waldshut. Leży  nad Renem, przy granicy ze Szwajcarią.
W miejscowości jest staja kolejowa Albbruck.

## Historia
Gmina powstała 1 stycznia 1975 z połączenia miejscowości: Albbruck, Birkingen, Birndorf, Buch, Schachen oraz Unteralpfen.

## Polityka
Ostatnie wybory samorządowe odbyły się 13 czerwca 2004. W radzie gminy zasiada 24 radnych z czego 14 pochodzi z CDU, 5 z SPD, 4 FWV i 1 ze Związku 90/Zielonych.

## Transport
Przez teren gminy przebiega droga krajowa B34 oraz linia kolejowa z dwoma stacjami.